# Vestec nad Mrlinou

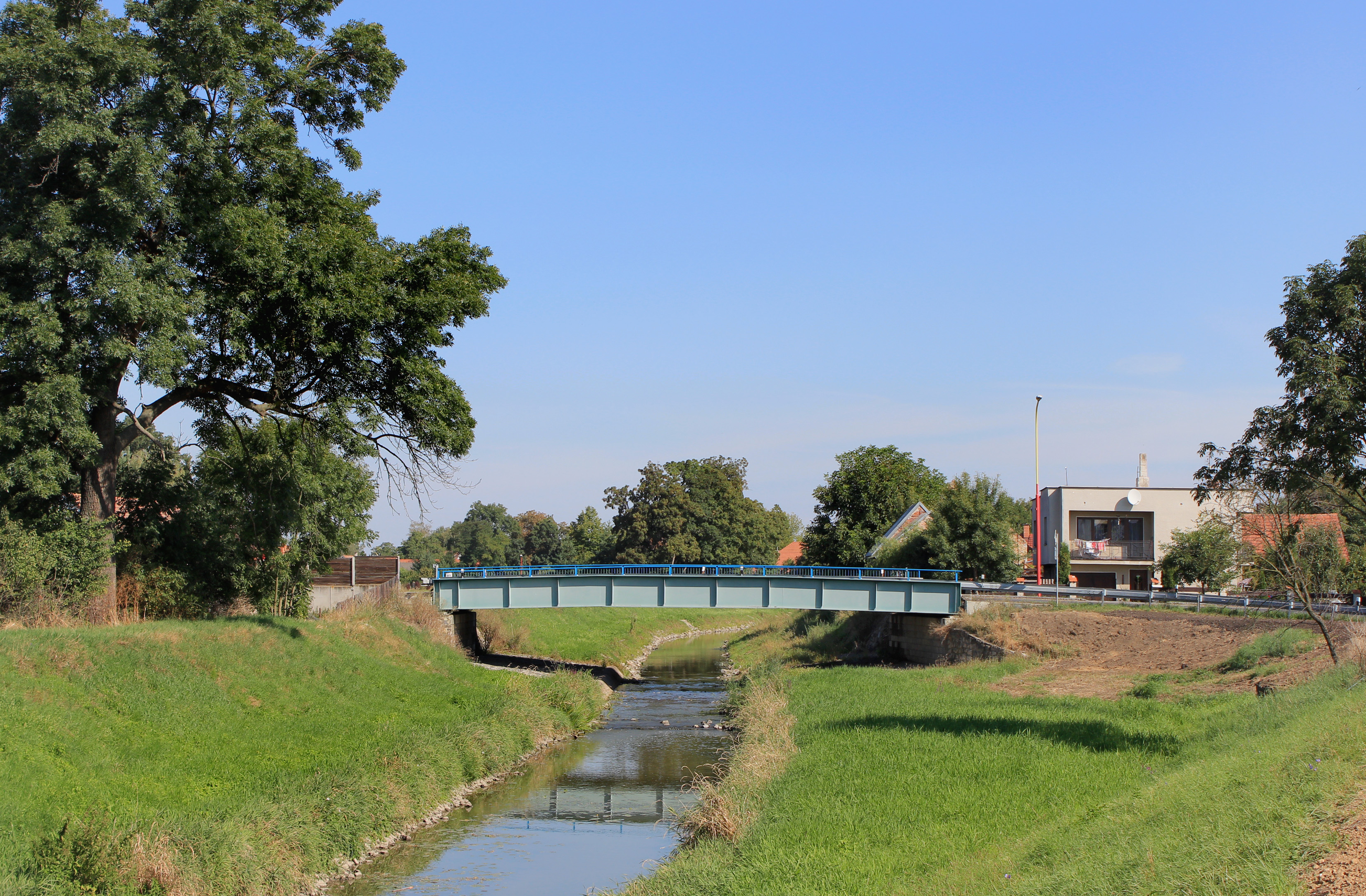
Vestec und Mrlina

Vestec (deutsch Westetz) ist eine Gemeinde in Tschechien. Sie liegt zehn Kilometer nordöstlich von Nymburk und gehört zum Okres Nymburk.

## Geographie
Vestec befindet sich beiderseits des Flusses Mrlina auf der Ostböhmischen Tafel. Westlich des Dorfes fließt die Křinecká Blatnice, und im Osten der Bach Stará Šumborka. Im Südwesten erhebt sich die Kuppe Sokolec (193 m).
Nachbarorte sind Křinec und Zábrdovice im Norden, Svídnice und Černá Hora im Nordosten, Dymokury und Činěves im Osten, Šumbor und Úmyslovice im Südosten, Malý Vestec, Netřebice und Havransko im Süden, Nový Dvůr im Südwesten, Oskořínek, Ronov und Hrubý Jeseník im Westen sowie Chaloupky, Leč und Podchotický Mlýn im Nordwesten.

## Geschichte
Die erste schriftliche Erwähnung des Dorfes erfolgte 1383.
Nach der Aufhebung der Patrimonialherrschaften bildete Vesce ab 1850 mit dem Ortsteil Malé Vesce eine Gemeinde im Bezirk Poděbrady. 1934 kam sie zum Okres Nymburk.

## Gemeindegliederung
Für die Gemeinde Vestec sind keine Ortsteile ausgewiesen. Zu Vestec gehört die Ansiedlung Malý Vestec (Klein Westetz) sowie die Einschichten Havransko (Hawransko) und Rozpakov (Rospakow).